# Kushiro (Kushiro)
Kushiro (jap. 釧路町 Kushiro-chō) – miasto w Japonii, w prefekturze Hokkaido, w podprefekturze Kushiro. Według danych na rok 2020 miejscowość zamieszkiwało 19 105 mieszkańców , a gęstość zaludnienia wyniosła 75,6 os./km².